# Tapuiasaurus
Tapuiasaurus ("ještěr všech domorodých kmenů") byl rod vývojově pokročilého sauropodního dinosaura ze skupiny Titanosauria, který žil v období rané křídy (před 125 až 112 miliony let) na území dnešní Brazílie (geologické souvrství Quiricó, věk apt).

## Popis
Přesnější rozměry tohoto sauropoda nejsou vzhledem k fragmentárnosti fosilního materiálu známé. Mohl však dosahovat přibližně hmotnosti slona afrického.

## Objev
Fosilie tohoto dinosaura představují neúplnou kostru s téměř kompletní lebkou. Zdá se, že byl příbuzný asijského rodu Nemegtosaurus, se kterým také patřil do stejné čeledi. Dalšími příbuznými byly rody Rapetosaurus z Madagaskaru a Isisaurus z Indie. Dinosaura popsali na počátku roku 2011 paleontologové Hussam Zaher, Diego Pol, Alberto B. Carvalho, Paulo M. Nascimento, Claudio Riccomini, Peter Larson, Rubén Juarez-Valieri, Ricardo Pires-Domingues, Nelson Jorge da Silva Jr. a Diógenes de Almeida Campos. Typový druh je T. macedoi.